# Akita Shoten
Akita Shoten Co., Ltd. (株式会社秋田書店 Kabushiki-gaisha Akita Shoten?) es una editorial japonesa con sede en Chiyoda, Tokio. Fue fundada por Teio Akita el 10 de agosto de 1948. Su principal objetivo editorial siempre han sido los adolescentes (shōnen y shōjo), y actualmente publíca principalmente manga. A partir de 2020, el presidente de la compañía es Shigeru Higuchi.

## Revistas

### Revistas de manga orientadas a hombres

#### Revistasshōnen
- Bessatsu Shōnen Champion (別冊少年チャンピオン Bessatsu Shōnen Chanpion?) – Bimestral (el día 12 de cada mes)
- Gekkan Shōnen Champion (月刊少年チャンピオン Gekkan Shōnen Chanpion?) – Mensual (el día 6 de cada mes)
- Shūkan Shōnen Champion (週刊少年チャンピオン Shūkan Shōnen Chanpion?)[3] – Semanal (cada jueves)
- Manga Cross (マンガクロス Mangakurosu?) – Mangas web semanales (martes y jueves)[4]

#### Revistasseinen
- Champion Red (チャンピオンレッド Chanpion Reddo?) – Mensual (el día 19 de cada mes)
- Champion Red Ichigo (チャンピオンレッドいちご Chanpion Reddo Ichigo?) – Bimestral (el día 5 de cada mes), inactiva
- Golf Cómic (ゴルフコミック Gorufu Komikku?) – Mensual (el día 1 de cada mes)
- Play Cómic (プレイコミック Purei Comikku?) – Quincenal (cada 2° y 4° jueves del mes)
- Young Champion (ヤングチャンピオン Yangu Chanpion?) – Quincenal (cada 2° y 4° martes del mes)
- Young Champion Retsu (ヤングチャンピオン烈 Yangu Chanpion Retsu?) – Bimestral (el tercer lunes del mes)

### Revistas de manga orientadas a mujeres
- Princess (プリンセス Purinsesu?) – Mensual (el día seis de cada mes)[5]
- Princess Gold (プリンセスゴールド Purinsesu Gōrudo?) – inactiva[6]
- Petit Princess (プチプリンセス Puchi Purinsesu?) – Mensual (el primero de cada mes, solo digital)[7]
- Mystery Bonita (ミステリーボニータ Misutarī Bonīta?) – (el día seis de cada mes)
- Suspiria Mystery (サスペリアミステリー Sasuperia Misutarī?) – (el día 24 día de cada mes impar)
- Elegance Eve (エレガンスイブ Eregansu Ibu?) – (el día 26 de cada mes)
- For Mrs. (フォアミセス Foa Misesu?) – Mensual (el día 3 de cada mes)[8]
- For Mrs. Special (フォアミセススペシャル Foa Misesu Supesharu?) – Trimestral[9]
- Love MAX (恋愛 MAX Rabu Makkusu?) – (el día 6 de cada mes impar)
- Love Cherry Pink (恋愛チェリーピンク Rabu Cherī Pinku?) – (el día 6 de cada mes par)
- Desir SP (デジールSP Dejīru Supesharu?) – (el día 28 de cada mes par)
- Hitomi (ひとみ Hitomi?) – inactiva

### Otras revistas
- Family Computer Champion (ファミコンチャンピオン Famikon Chanpion?) – inactiva
- Bōken'ō (冒険王 Bōken'ō?) – inactiva[10]